# Spudaea griseovariegata
Spudaea griseovariegata är en fjärilsart som beskrevs av Franz Dannehl 1926. Spudaea griseovariegata ingår i släktet Spudaea och familjen nattflyn. Inga underarter finns listade i Catalogue of Life.